# زنباء مرقشة
زنباء مرقشة (الاسم العلمي: Pangonius variegatus) هو نوع من الحشرات يتبع جنس الزنباء من الفصيلة النعرية.